# Ekdizon
Ekdizon je steroidni prohormon glavnog insektnog hormona presvlačenja, 20-hidroksiekdizona, koji se izlučuje iz protoraksnih žlezda. Hormoni presvlačenja insekata (ekdizon i njegovi homolozi) se generalno zovu ekdisteroidi. Ekdisteroidi deluju kao hormoni presvlačenja zglavkara, ali se isto tako javljaju kod drugih srodnih redova gde imaju različite uloge. Kod Drosophila melanogaster, povišenje nivoa ekdizona indukuje izražavanje gena koji kodiraju proteine potrebne larvi. Ekdisteroidi se javljaju kod mnogih biljki, gde su uglavnom zaštitni agensi (toksini ili antifidanti) protiv herbivornih insekata. Smatra se da fitoekdisteroidi imaju potencijalni medicinski značaj. Oni su deo su biljnih adaptogenih lekova poput Kordicepsa.

## Spoljašnje veze
- [http://ecdybase.org/